# Alonso Antonio de San Martín
Alonso Antonio de San Martín (Madrid, 12 de diciembre de 1642- Cuenca, 21 de julio de 1705), religioso español abad de Alcalá la Real y obispo de Oviedo y de Cuenca. 

## Biografía
Hijo natural (no legítimo) de Felipe IV y de Mariana Pérez de Cuevas.
El 16 de diciembre de 1675 es promovido para el cargo de obispo de Oviedo tomando posesión el 20 de marzo de 1676.
En 1681 se traslada a Cuenca para ocupar el obispado de Cuenca hasta 1705.

## Sucesión
| Predecesor: Alfonso de Salizanes y Medina | Obispo de Oviedo 1676–1681 | Sucesor: Simón García Pedrejón        |
| Predecesor: Franciso Zárate Terán         | Obispo de Cuenca 1681–1705 | Sucesor: Miguel del Olmo y de la Riva |